# Estadio Municipal de Pasarón
Das Estadio Municipal de Pasarón ist ein Fußballstadion in der spanischen Stadt Pontevedra. Es dient dem Verein FC Pontevedra als Heimstätte.

## Geschichte
Auf den Gründen des heutigen Estadio de Pasarón spielten schon seit den 1920er Jahren Teams aus Pontevedra. Als der FC Pontevedra 1941 gegründet wurde, übernahmen sie die Spielstätte von ihrem Vorgängerverein Eiriña Club de Fútbol. Im Jahr 1960 kaufte die Gemeinde die Gründe, die bis dahin in Besitz der Familie des bekannten galicischen Schriftstellers Valentín Paz-Andrade waren, und begann das Stadion zu errichten. Die Architekten der Spielstätte waren Emilio Quiroga Losada und Alfonso Barreiro Buján und die Eröffnung erfolgte 1965. Ein tragisches Ereignis fand am 7. Jänner 1973 im Estadio Pasarón statt, als der Spieler des FC Sevilla Pedro Berruezo während eines Ligaspieles zwischen seiner Mannschaft und dem FC Pontevedra einem Herzstillstand erlag.
Im Jahre 2005 begann eine vom Architekten Galo Zayas Carvajal geleitete umfassende Renovierung des Stadions. In den folgenden fünf Jahren wurden alle vier Tribünen der Spielstätte nacheinander vollständig erneuert, ohne dabei den Spielbetrieb einstellen zu müssen. Das Stadion ist seither vereinheitlicht und alle Zuschauerränge überdacht. Die Kapazität reduzierte sich jedoch von 16.500 auf rund 12.500 Sitzplätze. Das Bauvorhaben war auch wegen der Kostenexplosion häufig in den Schlagzeilen, erhöhte sich doch das ursprünglich geplante Budget von 7,2 Millionen Euro auf mehr als das Doppelte. Das renovierte Stadion wurde am 15. Mai 2010 mit einem Spiel gegen Real Oviedo offiziell eingeweiht.

## Länderspiele im Estadio de Pasarón
| Datum             | Heimteam | Gastteam      | Resultat | Anlass             |
| ----------------- | -------- | ------------- | -------- | ------------------ |
| 7. September 2012 | Spanien  | Saudi-Arabien | 5:0      | Freundschaftsspiel |